# Körösfői református templom
A körösfői négy fiatornyas református templom 1764-ben épült.

## Története
A középkorban Körösfő egyháza előbb a váradi római katolikus püspökség kalotai főesperességéhez, majd  az erdélyi püspökség kolozsi főesperességéhez tartozott.
A 14.–15. században Körösfő egyházi fejlődését gátolták az erdélyi katolikus püspök és Sárvásár királyi népe, valamint a Bánffyak közötti ellentétek, birtokviszályok. Középkori temploma ezért, feltehetően a 15.–16. század fordulóján épült.
A református hitre tért Kolozsvár hatására végbement Kalotaszeg reformációja, így 1601-ben Körösfőt – a hozzá tartozó Sárvásár leányegyházzal – már a virágzó református anyaegyházak sorában említették a források.
A karcsú, négy fiatornyos, fatornácos tornyú körösfői templom a falu feletti dombtetőre épült, a korabeli építkezési szokásoknak megfelelően nyugat–keleti tájolású, keleti oldalon elhelyezkedő szentéllyel.
A középkori templom – a 17. századi török-tatár dúlások során – megsemmisült, majd később az 1690-es években építették újjá.
Az 1754-es kalotaszegi egyházi összeírás szerint a „hegyen lévő kőtemplomot” kőkerítés övezte. 1763. június 23-án Kalotaszeget és Kolozs vármegyét nagy földrengés rázta meg és szélvihar pusztította, a körösfői templom is jelentős károkat szenvedett. Az 1764-es renováláskor megépült a templom torony alatti oszlopos előtér, bizonyára a régebbi alapokon.
Az épület mai alakját az 1833–1834-es bővítés alkalmával nyerte. Ekkor falaztak be a templom cintermének déli kőkerítésébe két – feltehetőleg - római sírkövet. Az erősen megrongálódott domborművek közül az egyik „sírőrző” oroszlánt ábrázol, a másik pedig egy férfi mellképét, akinek könyökben behajlított és teste elé emelt keze egy áldozati tárgyat tart.
A körösfői templom újabb nagyobb renoválására az 1833–34-es években került sor. Az egyházközség erre évek óta készült, az építkezésre Erdély-szerte adományokat gyűjtöttek.

## Leírása

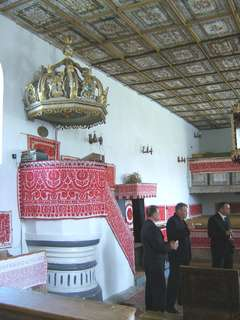
A templom belülről

A régi templom virágdíszes reneszánsz mennyezetét 1687 körül Gyalui Asztalos János festette. Ezt a mennyezetet 1764-ben lebontották, belőle sajnos csak néhány karzatdeszka maradt meg (a nyugati karzat mellvédjén 5 tábla és a karzat alján 4 kisebb tábla).
A régi megrongálódott virágdíszes mennyezet kicserélését a későbbi Umling-féle mennyezetre Baczoni Incze Sámuel helybeli tiszteletes javasolta, és ő ösztönözte a körösfőieket a templom renoválására is.
A templom jelenlegi festett kazettás mennyezete 225 kazettából áll, amelyből 1764-ben 135 táblát a szász mester Asztalos Umling Lőrinc festett. (1834-ben 90 tábla készült.) Az Umling-féle mennyezet egyik tábláján a következő felirat olvasható: „EZ ISTEN HÁZA EPITETETT BACZON I INCZE SÁMUEL PREDIKÁTORSÁGÁBAN ISTVÁN MIHÁLLY CURÁTOR PÉNTEK ISTVÁN FALUSI BIRÓ ANTAL ANDRÁS EGYHÁZFI IDEJEKBEN ANNO 1764 ASZTALOS U;/MLING/ LÓRINCZ ÁLTAL”
A nyugati karzat (legénykarzat) az 1764-es évszámot viseli, Umling Lőrinc munkája, mellvédje 10 táblából áll, aljzatán 20 kisebb tábla látható.
A keleti karzat 9 tábláját is Umling készítette, a 6 padelő kettős-hármas osztású mezőivel is az ő stílusában készült.
1833–1834-ben készült a keleti oldalon az Umlingot utánzó 90 mennyezeti kazetta. Az asztalos- és festőmunkát Varga László kolozsvári mester végezte.
A körösfőiek a templom belső díszítését az Umling-féle formában szerették volna megőrizni, ezért amikor a szószékkoronát megrendelték Olasztelki Sólyom Ignác mestertől őt elküldték Magyargyerőmonostorra „az ottani Templom koronája megnézése végett, hogy azon forma szerint tsinátassa a Koronát s azt maga megfesse és aranyozza”.
A templom orgonája 1841-ben készült, a nagyváradi Kolonics (Kolots) István orgonakészítő mester munkájaként. A templom harangjai közül a nagyot 1788-ban, a kisebbet 1858-ban öntötték. A kisebb harangot az első világháború idején elvitték ugyan, de azt a hívek 1922-ben új haranggal pótolták.
Érdekes emléke a török időknek az ún. „Rákóczi szőnyeg”, amely a történészek szerint Erdélyben készített gördesz csomózású török imaszőnyeg. A néphagyomány szerint, amikor 1660. május 22-én II. Rákóczi György fejedelem a vesztes szászfenesi csata után sebesülten Várad felé menekült, Körösfőn megpihent, ahol Korpos György helybeli lakos látta el a fejedelmet. Rákóczi jóságáért egy török szőnyeggel ajándékozta meg, amelyet aztán utódai a református egyháznak adományoztak. Ezt bizonyítja a szőnyeg felirata is: „Körösföi curátor Korpos István ajándéka 1754, az Úr asztalára feleségével Bálint Katával.”

## Kopjafás temető
A templomtól keletre találjuk az egykor hangulatos kopjafás temetőt, amelyet az 1980-as évekre elborítottak a betonból-kőből készült kőrózsákkal díszített síremlékek.

## Képgaléria

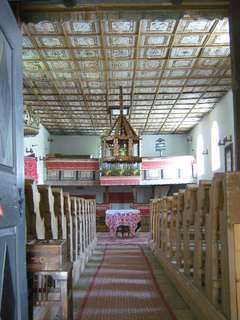
A templom belülről
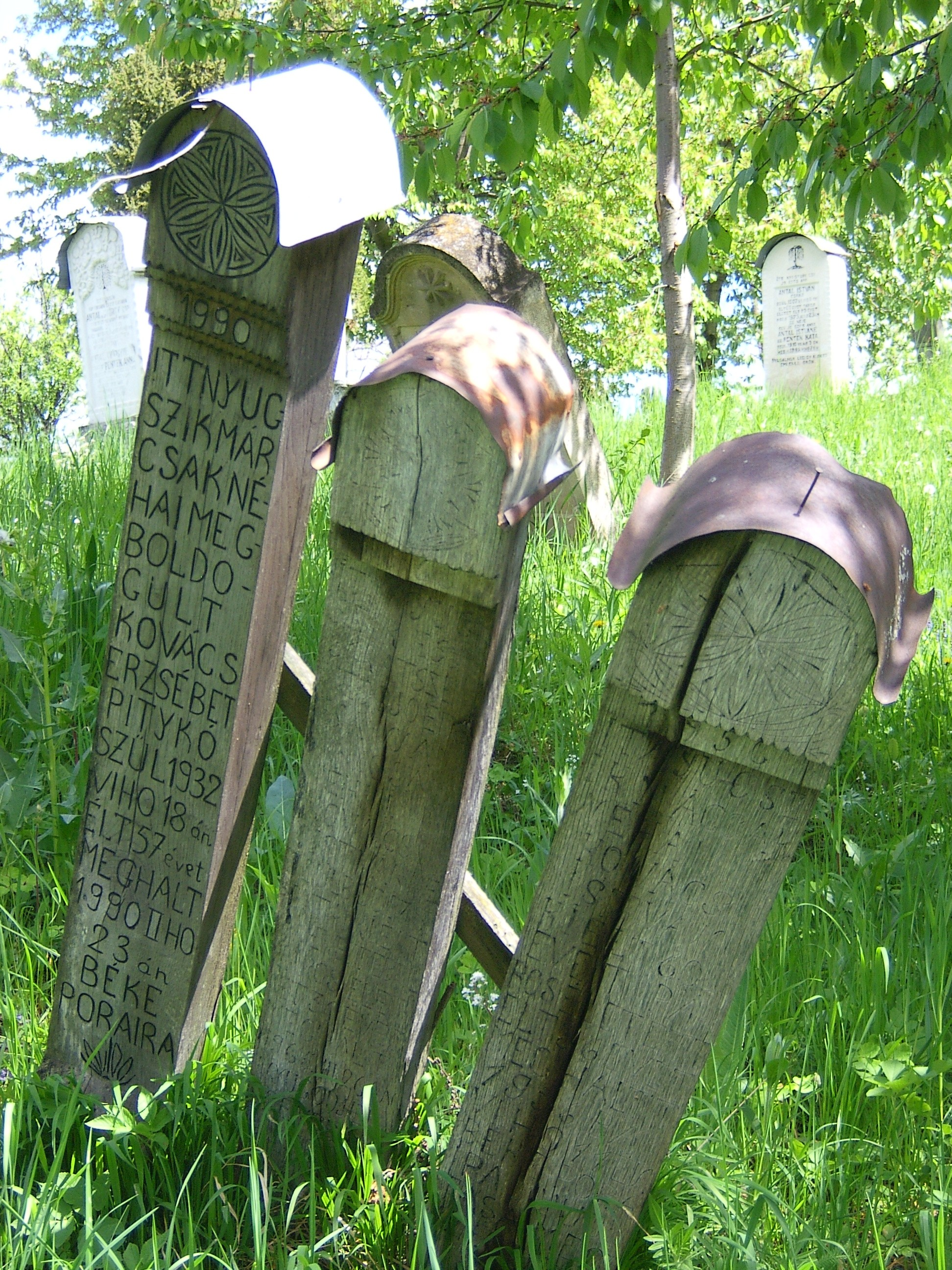
Kopjafák
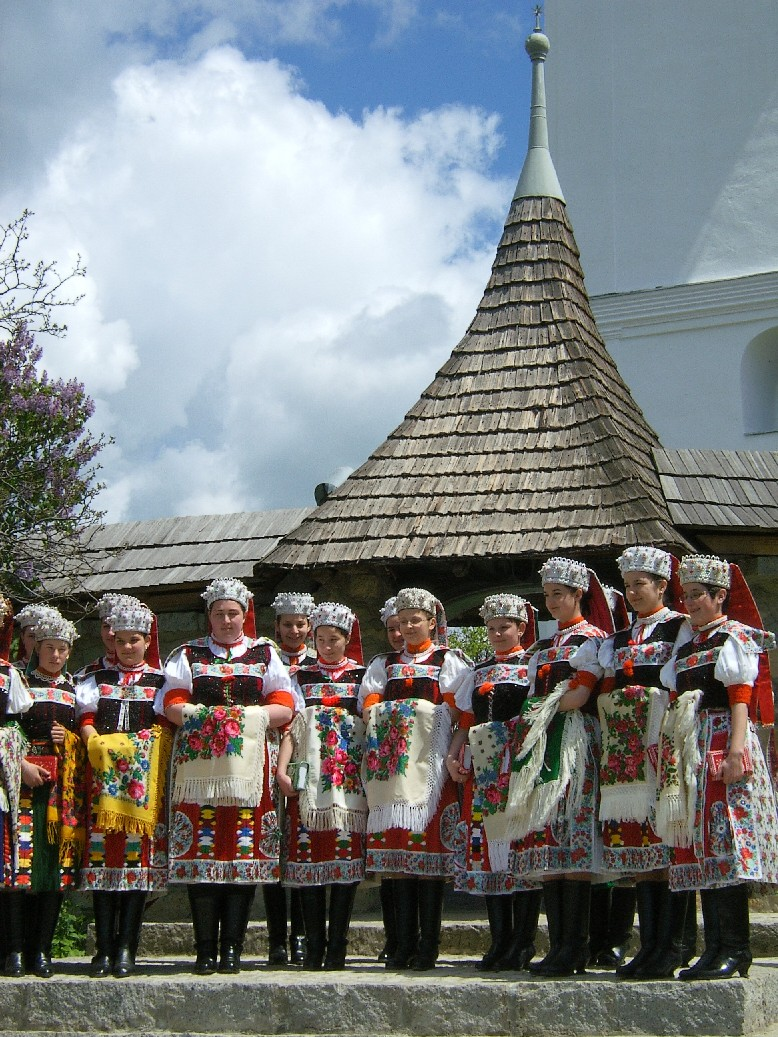
Körösfői népviselet

## Külső hivatkozások
- KalotaNET honlapja